# Metallata absumens
Metallata absumens là một loài bướm đêm trong họ Erebidae.